# Sin-shumu-lishir
 (février 2020).
Si vous disposez d'ouvrages ou d'articles de référence ou si vous connaissez des sites web de qualité traitant du thème abordé ici, merci de compléter l'article en donnant les références utiles à sa vérifiabilité et en les liant à la section « Notes et références ».
Sin-shumu-lishir (également appelé Sin-shum-lishir, Sîn-šumu-līšir) était un roi usurpateur d'une partie de l'empire assyrien en 626 av. J.-C.. On connait peu de chose sur ce roi en raison du manque de sources couvrant cette époque. Il s'est rebellé contre la domination de Sîn-shar-ishkun et a régné pendant environ trois mois dans certaines villes du nord de la Babylonie avant d'être vaincu par les armées de Sîn-shar-ishkun.

## Règne
Sin-shumu-lishir apparaît pour la première fois dans les sources assyriennes comme un général du roi assyrien Assur-etil-ilâni. Il semble qu'il a ensuite tenté de s'emparer du trône. Il est crédité d'un règne d'un an par la liste des roi d'Uruk, précédant Sin-shar-ishkun.
Sa première année a été attestée par des textes des villes babyloniennes de Babylone, Nippur et Ru'a. Parce qu'il n'y a que des preuves de sa première année en tant que souverain, il est peu probable que son règne ait duré beaucoup plus longtemps. Sin-shumu-lishir n'a jamais contrôlé tout l'empire assyrien mais très probablement seulement une partie de la Babylonie .
Son court règne doit avoir eu lieu en 626 av. J.-C. car avant cette année, Kandalanu régnait sur ses villes attestées et après cela, Nabopolassar et Sin-shar-ishkun ont régné.